# Athetis luteola
Athetis luteola là một loài bướm đêm trong họ Noctuidae.